# Лукас Саша
Лукас Саша (порт. Lucas Sasha, нар. 1 березня 1990, Сан-Паулу) — бразильський футболіст, півзахисник клубу «Форталеза».

## Ігрова кар'єра
Народився 1 березня 1990 року в місті Сан-Паулу. Вихованець футбольної школи клубу «Корінтіанс», в якому виступав за всі юнацькі команди. У 2009 році, виступаючи за молодіжний склад «Корінтіанса», він виграв свій перший трофей у кар'єрі — Молодіжний кубок Сан-Паулу. У тому ж році Саша оформив свій перехід в «Греміо Баруері», в якому він дебютував на професіональному рівні і протягом сезону 2010 року зіграв у 16 матчах. Він взяв участь лише в 3 матчах у Лізі Пауліста (з січня по травень), але у другій частині сезону став частіше залучатись до матчів і зіграв в 13 матчах Серії А, а фінішувала 20-ю у лізі та вибула до другого дивізіону.
У січні 2011 році Лукас пройшов тижневий перегляд в англійському «Вест Гем Юнайтед». Після цього недовго пограв за нижчоліговий клуб «Піньейрос», а у вересні перейшов в італійський «Катандзаро», де зіграв лише один матч і в кінці року повернувся на батьківщину у клуб «Сан-Жозе». У цій команді в першій половині сещону він зіграв 10 матчів у другому дивізіоні Ліги Пауліста.
У червні 2012 року Саша вирушив на перегляд разом у софійський ЦСКА, після чого уклав з клубом 2-річний контракт. Крім «армійців», на новобранця ЦСКА також претендували два англійських клуби — «Блекберн Роверз» і «Ньюкасл Юнайтед».
19 липня Лукас дебютував за новий клуб у грі кваліфікаційного раунду Ліги Європи з клубом «Мура 05», де провів на полі 10 хвилин. 6 жовтня він забив свій перший гол у футболці ЦСКА, вразивши ворота «Славії» і принісши перемогу клубу з рахунком 2:0. 31 жовтня Саша відзначився фантастичним голом і гольовою передачею в Кубку Болгарії проти «Лудогорця», а ЦСКА здобув важливу перемогу на виїзді з рахунком 1:2. 6 квітня 2013 року Лукас забив вирішальний гол у поєдинку з «Ботевом» з Враци, принісши перемогу «армійцям» із загальним рахунком 4:3. Загалом відіграв за армійців з Софії один сезон своєї ігрової кар'єри. Більшість часу, проведеного у складі софійського ЦСКА, був основним гравцем команди. Влітку 2013 року ЦСКА зазнав управлінської та фінансової кризи, в результаті чого Лукас почав шукати новий клуб.
4 липня 2013 року уклав 2-річний контракт з клубом «Хапоель» (Тель-Авів) з можливістю продовження ще на рік. 18 липня, у своєму дебютному матчі за новий клуб, він відзначився голом і асистом у матчі кваліфікації Ліги Європи з «Берое», який приніс «червоним дияволам» перемогу з рахунком 4:1. Загалом у ізраїльській команді провів наступні два роки своєї кар'єри гравця. Граючи у складі тель-авівського «Хапоеля» також здебільшого виходив на поле в основному складі команди і покинув його влітку 2015 року після завершення контракту.
У червні 2015 року Саша повернувся до Болгарії, ставши гравцем місцевого клубу «Лудогорець» і чотири сезони захищав кольори цього клубу, при цьому у кожному з них бразилець ставав чемпіоном Болгарії, але лише одного разу виграв Суперкубок країни, 2018 року, але на поле у тій грі не виходив.
10 липня 2019 року він перейшов до грецької Суперліги, підписавши дворічний контракт з клубом «Аріс». Станом на 7 вересня 2020 року відіграв за клуб з Салонік 34 матчі в національному чемпіонаті.

## Титули і досягнення
- Чемпіон Болгарії (4):

«Лудогорець»: 2015/16, 2016/17, 2017/18, 2018/19
- Володар Суперкубка Болгарії (1):

«Лудогорець»: 2018